# Mosonmagyaróvár
Mosonmagyaróvár je mesto na Madžarskem, ki upravno spada v podregijo Mosonmagyaróvári Županije Győr-Moson-Sopron v bližini avstrijske in slovaške meje. Prvotno sta obstajali ločeni mesti Moson in Magyaróvár, ki sta se leta 1939 združili, tudi z njunimi imeni. Nemško ime je Wieselburg-Ungarisch Altenburg; latinsko Ad Flexum in slovaško Mošon-Uhorský Starhrad ali kar Starý hrad. 